# Jacob Burckhardt
Jacob Burckhardt, född 25 maj 1818 i Basel, död 8 augusti 1897 i Basel, var en schweizisk konsthistoriker och kulturvetare verksam i Zürich 1854–1858 och i Basel 1858–1893.
Burckhardt är en av de mest framstående forskarna om renässansens kultur, civilisation och estetik.
Renässanskulturen i Italien översattes 1930 till svenska av Lizzie Tynell och anmäldes i Biblioteksbladet ("översättningen är ypperlig") av O. W–n = Oscar Wieselgren.